# درچو
در علوم جَوّ، درچو (اسپانیایی: derecho‎) نام نوعی از توفان است.

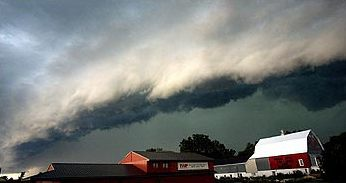
درچو در مینه‌سوتا.

درچو که نام آن برگرفته از واژه‌ای اسپانیایی و به معنای راست می‌باشد، خط مستقیمی از یک تندباد گسترده و طولانی‌مدت است که با گروهی از رعد و برق‌های سریع و زمینی همراه می‌شود و می‌تواند طوفان بادی شدید، گردباد، باران‌های سنگین، و سیل ناگهانی را منجر شود.
دِرِچو یا توفان باد راست‌خط گسترده، ناشی از فروهنج همرَفتی شدید است. فروهنج downdraft جریان هوای کوچک‌مقیاس پایین‌سو در ابر کومه‌ای‌بارا (کومولونیمبوس) است